# Aelia Capitolina

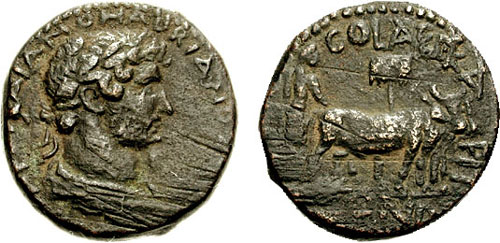
Munt van Hadrianus uit 136 n.a.v. de stichting van Aelia Capitolina, met op achterzijde de legende COL AEL KAPIT, COND.

Aelia Capitolina (volledige Latijnse naam: Colonia Aelia Capitolina) was een stad gebouwd door keizer Hadrianus in 131, met het statuut van colonia, op de plek van Jeruzalem, dat in puin lag toen deze de regio van Syria Palæstina bezocht.
Aelia was afkomstig van Hadrianus' nomen gentile, Aelius, terwijl Capitolina sloeg op Jupiter Capitolinus, aan wie de tempel gewijd was die op de plaats van de Joodse tempel stond. De stichting van Aelia Capitolina zorgde voor de mislukte Bar Kochba-opstand (132-136). Joden werd het verboden te wonen in de stad. De oplegging van dit verbod door de Romeinen werd doorgezet tot in de vierde eeuw. De stad had geen muren, en werd beschermd door het Legio X Fretensis. Dit detachement, dat blijkbaar verspreid gelegerd was over de westelijke heuvel van de stad, stond ervoor in, de Joden ervan te weerhouden naar de stad terug te keren. Zij mochten enkel tijdens het feest van Tisja Beav de stad betreden. Het stadsplan van Aelia Capitolina was typisch Romeins, met de voornaamste wegen die de stad in de lengte en in de breedte loodrecht doorkruisten.
In 326 werd de naam van de stad opnieuw Jeruzalem.
De Latijnse naam Aelia vormde de basis voor het Arabische woord Iliya (إلياء), een vroeg-islamitische naam voor Jeruzalem.